# MAB21L1
MAB21L1 (англ. Mab-21 like 1) – білок, який кодується однойменним геном, розташованим у людей на 13-й хромосомі. Довжина поліпептидного ланцюга білка становить 359 амінокислот, а молекулярна маса — 40 956.
| 10         |  | 20         |  | 30         |  | 40         |  | 50         |
| ---------- |  | ---------- |  | ---------- |  | ---------- |  | ---------- |
| MIAAQAKLVY |  | HLNKYYNEKC |  | QARKAAIAKT |  | IREVCKVVSD |  | VLKEVEVQEP |
| RFISSLNEMD |  | NRYEGLEVIS |  | PTEFEVVLYL |  | NQMGVFNFVD |  | DGSLPGCAVL |
| KLSDGRKRSM |  | SLWVEFITAS |  | GYLSARKIRS |  | RFQTLVAQAV |  | DKCSYRDVVK |
| MVADTSEVKL |  | RIRDRYVVQI |  | TPAFKCTGIW |  | PRSAAHWPLP |  | HIPWPGPNRV |
| AEVKAEGFNL |  | LSKECHSLAG |  | KQSSAESDAW |  | VLQFAEAENR |  | LQMGGCRKKC |
| LSILKTLRDR |  | HLELPGQPLN |  | NYHMKTLVSY |  | ECEKHPRESD |  | WDESCLGDRL |
| NGILLQLISC |  | LQCRRCPHYF |  | LPNLDLFQGK |  | PHSALENAAK |  | QTWRLAREIL |
| TNPKSLEKL  |  |            |  |            |  |            |  |            |

A: Аланін

C: Цистеїн

D: Аспарагінова кислота

E: Глутамінова кислота

F: Фенілаланін

G: Гліцин

H: Гістидин

I: Ізолейцин

K: Лізин

L: Лейцин

M: Метіонін

N: Аспарагін

P: Пролін

Q: Глутамін

R: Аргінін

S: Серин

T: Треонін

V: Валін

W: Триптофан

Кодований геном білок за функціями належить до трансфераз, білків розвитку. 
Білок має сайт для зв'язування з АТФ, нуклеотидами, іонами металів, ГТФ. 
Локалізований у ядрі.